# Догордуров, Егор Дмитриевич
Егор Дмитриевич Догордуров (1916—1942) ― участник Великой Отечественной войны, лейтенант, снайпер, командир 369-й отдельной разведывательной роты 294-й стрелковой дивизии.

## Биография
Родился в 1916 году на территории современного Хатылинского наслега, Чурапчинского улуса, Якутии.
Окончил Якутскую национальную военную школу, затем учился в Москве в Центральной школе командно-политического состава Осоавиахима СССР. После учёбы ему было присвоено звание младшего лейтенанта.
Когда началась советско-финская война, ушёл добровольцем в Красную Армию, но к тому времени боевые действия были завершены.
Вернувшись на родину, работал в газете “Эдэр коммунист” («Молодой коммунист») в Якутске, потом был назначен председателем совета Осавиахима Амгинского района. Там работал, совмещая должности командира-инструктора и военрука школы. В этой школе вёл стрелковый кружок. Среди его учеников был Иннокентий Васильев, который в годы войны, будучи снайпером, уничтожил 30 солдат и офицеров противника.
С началом Великой Отечественной войны был призван в ряды Красной Армии Чурапчинским РВК в 1941 году. На фронте с 1942 года.
Был командиром 369-й отдельной разведывательной роты 294-й стрелковой дивизии 54-й армии Волховского фронта.
Награждён медалью «За отвагу» и орденом Красного Знамени.
Погиб в бою 28 сентября 1942 года. Похоронен в посёлке Синявино Кировского района (в годы войны — Мгинского района) Ленинградской области.

## Память
- Его имя присвоено Хатылынской сельской модельной библиотеке № 14[2].